# Gustav Johansson (riksdagsman)
Karl Gustav Johansson, född 13 mars 1895 i Ransbergs socken, Skaraborgs län, död 9 april 1971 i Oscars församling, Stockholm, var en svensk charkuteriarbetare, tidningsman och politiker, ledamot av Stockholms stadsfullmäktige 1942–1944 och riksdagsledamot av andra kammaren 1945–1962 för Sveriges kommunistiska parti (SKP).  
Han var en produktiv och mångsidig tidningsman i kommunistiska tidningar som Stormklockan 1923–1927, Folkets Dagblad Politiken 1927–1929 och Ny Dag, där han medverkade från starten 1930 och var chefredaktör 1934–1959. Vid sidan av sitt politiska författarskap skrev Johansson även vers och litteraturkritik under signaturen Hjorvard, och bland annat några texter åt revykungarna Ernst Rolf och Karl Gerhard. 

## Biografi
Från 1910 arbetade Johansson som livsmedelsarbetare, först i Stockholm och sedan en kortare tid i Gävle. Han anslöt sig 1914 till Socialdemokraterna och deras ungdomsförbund, och vid brytningen med partiet följde han med ungdomsförbundet i bildandet av Sveriges socialdemokratiska vänsterparti (SSV). I samband med SSV:s splittring 1921 och tillkomsten av Sveriges kommunistiska parti (SKP) valdes Johansson till det kommunistiska ungdomsförbundets centralstyrelse och verkställande utskott. 
Redan 1917 hade Johansson börjat medverka i Stormklockan, och 1921 medverkade han under en kort period i Folkets Dagblad Politiken. Efter att ha inträtt som tillförordnad redaktör för Stormklockan 1922 blev han kongressvald redaktör 1923, men 1927 återvände han till Folkets Dagblad Politiken för att arbeta som utrikesredaktör, samtidigt som han inträdde i partiets centralstyrelse. Vid partisprängningen 1929 anslöt sig Johansson till Hugo Silléns Kominterntrogna falang, vilket ledde till att han fick lämna Folkets Dagblad Politiken, då tidningen övertogs av Kilbom-falangen. Sillén-falangen, som kunde överta själva partiapparaten, utgav från 2 januari 1930 Ny Dag, sedan man från oktober till december 1929 utgivit Stormklockan som sexdagarstidning i konkurrens med Folkets Dagblad Politiken. Efter att redan från starten ha medverkat i Ny Dags redaktion efterträdde Johansson Hugo Sillén som chefredaktör för tidningen 1934. Johansson var Ny Dags chefredaktör fram till januari 1959, då han efterträddes av C.-H. Hermansson.
Redan 1929 valdes Johansson till det ombildade partiets centralkommitté och arbetsutskott, där han kvarstod till 1964. Han var stadsfullmäktigeledamot i Stockholm 1942–1944 och riksdagsledamot av andra kammaren 1945–1962, och särskilt under 1950-talet intog Johansson en ledande ställning inom den kommunistiska lokalpolitiken i Stockholm. Förutom en omfattande politisk debattlitteratur resulterade Johanssons litterära talang i ett flertal dikter, visor och kupletter som han utgav under pseudonymen Hjorvard, delvis tillsammans med Ture Nerman.
Sedan 1929 var Johansson gift med Eva Palmær (1904–1995), även hon aktiv inom SKP. Tillsammans fick paret tre barn, bibliotekarien Ola Palmær (1932–2011), studierektorn Hagar Palmær (1936–1996), mor till Martin Jonols och Magnus Montelius, och författaren Carsten Palmær (född 1946). 
När Johansson avled 1971 lät dåvarande Kommunistiska förbundet marxist-leninisterna (revolutionärerna) publicera en dödsruna, skriven av Frank Baude, i tidningen Proletären, där Johansson hyllas för sina stora insatser i kommunismens tjänst, samtidigt som man beklagade att han inte fullt ut förstod den urartning som drabbat Sovjetunionen efter revisionisternas maktövertagande under 1950-talet, och hans stöd till Warszawapaktens intåg i Tjeckoslovakien 1968. Utdrag från dödsrunan:
Med pennan som sitt svärd tillfogade han klassfienden och hans agenter många skarpa hugg. Mycket uppskattade var hans "vinklar" i tidningen där han i kåseriets form skänkte arbetare, uttröttade efter en hård arbetsdag, ett utsökt klassnöje.[källa behövs]
Gustav Johansson är begravd på Skogskyrkogården i Stockholm.